# 高田行長
高田行長（たかだ ゆきなが）は慶長末～万治にかけ豊後で数代が作刀した高田派の刀工。いわゆる寛文新刀のひとつ。刀工位列には新刀中上作、業物位列では良業物とされている。高田派については後述。銘を「豊州高田住藤原行長」、または「藤原行長」と切る。

## 古高田
高田派は南北朝期、左の門流といわれる刀工の友行から豊後の高田ではじまった。このころの作刀を古高田と呼ぶ。

## 平高田
友行門人である重行の子、長盛の代から藤原姓の銘をやめて平姓を切りはじめたので、室町期の作刀は平高田（または末高田）と呼ぶ。室町末において備前、美濃と刀剣生産量を比肩し栄えたが、安土桃山期に入ってパトロンの大友氏が失脚すると共に高田派も一時衰退した。

## 藤原高田
しかし江戸期には再び海運の便に恵まれた地の利を活かし全国へ万人向けの刀を大量に供給して繁栄した。江戸期における高田派は統行（高田統行）以降、銘に元の藤原姓を切るので藤原高田（または新刀高田）と呼ぶ。評価については下記。

## 新刀高田の評価
古刀期より長く盛んに他伝を採り容れたせいであろう備前風な互の目丁子、相伝風な皆焼、山城風な直刃と、様々に焼いた現存品がしめす通り研究熱心で作域が広く器用な刀工群である。ゆえに需要に応じ放題で作柄の節操なく大量供給をして安価に流通したがため万人受けし、当時は中級武士に人気あっても現在に至り却って評価の低い一派のひとつ。刀剣書の解説も押しなべて実用品、斬れ味に優れる、という表現に尽きている。確かに鎬高く鎬幅広い堅牢な造り込みが実用的特徴であり、業物位列にも統行、重行、行長の三工が叙されて威力を保証されている。
お買い得品か如何については、おおむね出来のわりに安価だといえる趣味的な平衡バランスを持ち、中には長く楽しんで飽きの来ない作刀もある。また試斬稽古に供しても、よく斬れて頑健である。

## 評価の周辺事情
作柄が何々風といった印象、微妙、伝系すら混沌として鑑賞しても産地（街道と國）を判定しかねる趣き、心地な刀工は、出来や見処（鑑賞価値）にかかわらず数寄者から「場違い」つまり場（産地）と作柄が違う、と呼んで十把ひとからげに嫌われる傾向がある。
ただし、これをもって数寄者の頑迷とは一概にいえず、出来の優れた安い刀を手堅い伝系や著名工の作刀へと細工して化かしてきた一部の不真面目な刀剣商、そして彼らのカモとなって高銘ものを非常識なほどに廉く求める勘違い蒐集家、こうした不健全な需給バランスが存在して刀剣界を悩ませてきたという背景もある。

## 高田行長
詰んだ小杢目肌に浅く湾れ気味の明るい直刃を焼き小足入り小沸附いて匂い口締った作柄は肥前刀に似る。しかし区際を焼き込んで水影のように映るところが手癖とされる。小乱れも焼いた。 
寛文新刀らしく棒のように突ッ立った、反り浅く帽子詰まり元先の幅差ある典型的体配である。これは竹刀の形状を模したごとく、剣法諸流の勃興した時代背景を反映したものとされている。